# Bynum (Montana)
Bynum – jednostka osadnicza w Stanach Zjednoczonych, w stanie Montana, w hrabstwie Teton.